# Bossányi András (orvos)
Nagybossányi Bossányi András (Nagybossány, 1753 – Pest, 1825. július 14.) orvos.
Királyi tanácsos, Pest városának rendes főorvosa és a Szent Rókus Kórház igazgatója volt.

## Művei
- Medizinisch-Statistische Relation des Pester bürg. Kranken- und Versorgungs-Instituts beim heil. Rochus 1805–06 (Pest, 1806)
- Közönséges népoktatás a természetes emberhimlőnek jeles hasznáról (Pest), 1808 (Ugyanez németül 1808, szlovákul 1809; új lenyomat uo., 1813. Még szerb, horvát, görög, orosz, török és héber nyelvre is lefordították.)

A Bécsi Császári Könyvtárba három kézirati munkája került: 
- Compendium generalis hydrosophiae
- Descriptio aquarum et fontium mineralium in regno Hungariae et partibus adnexis profluentium secundum singulos comitats ordinata
- Synopsis physico-medico-oeconomico-hydrosophica sistens praemissis geognomicis notionibus in singulis comitatibus Hungariae aquarum mineralium succinctas expositiones.